# Henrik, Vương tế Đan Mạch
Henrik, Vương phu Đan Mạch (tiếng Đan Mạch: Prinsgemål Henrik av Danmark; sinh 11 tháng 6, 1934 - ngày 13 tháng 2 năm 2018), tên khai sinh Henri Marie Jean André de Laborde de Monpezat, là phu quân của nữ vương Đan Mạch Margrethe II.

## Thời thơ ấu
Hoàng thân Henrik sinh tại Talence, Gironde, Pháp. Ông là con trai của ông André de Laborde de Monpezat (Mont-de-Marsan, 6 tháng 5 năm 1907 – Le Cayrou, 23 tháng 2 năm 1998) và bà Renée Doursenot (Périgueux, 26 tháng 10 năm 1908 – Le Cayrou 11 tháng 2 năm 2001).
Henrik đã sống năm năm đầu đời tại Hà Nội ở số 80 Phan Đình Phùng khi cha ông phụ trách các doanh nghiệp gia đình trong lĩnh vực công nghiệp. Sau đó gia đình ông về Pháp sống tại Cahors từ năm 1939 đến 1950. Khi đó ông theo học tại Lycée Gambetta. Ông trở lại Hà Nội năm 1950 và tốt nghiệp trường trung học Pháp ngữ năm 1952. Từ năm 1952 đến 1957 ông theo học luật học và chính trị học tại Sorbonne, Paris, đồng thời học tiếng Trung và tiếng Việt tại École Nationale des Langues Orientales (Trường quốc gia về ngôn ngữ phương Đông, ngày nay gọi là INALCO). Ông cũng học tại Hồng Kông năm 1957 và Sài Gòn năm 1958.
Sau khi thực hiện nghĩa vụ quân sự trong lục quân Pháp và tham chiến trong chiến tranh Algérie từ năm 1959 đến 1962, năm 1962 ông làm việc trong Bộ ngoại giao Pháp, với tư cách bí thư tại Đại sứ quán Pháp ở Luân Đôn từ năm 1963 to 1967.
Năm 2006 tạp chí Ud&Se của Đan Mạch thực hiện một cuộc phỏng vấn với Hoàng thân Henrik, trong đó ông có kể về những con chó, các món ăn và thời thơ ấu của ông tại Việt Nam. Hoàng thân kể là đã từng một lần ăn thịt chó. Một tháng sau một tờ báo lá cải của Đan Mạch dùng một phần cuộc phỏng vấn này để viết một bài báo chỉ trích với tiêu đề 'Hoàng thân Henrik ăn thịt chó'. Các tờ báo khác cũng ăn theo về chuyện này và Hoàng thân Henrik bị báo chí chỉ trích là thích ăn thịt chó mặc dù là chủ tịch danh dự của Câu lạc bộ chó Dachshund Đan Mạch.
Hoàng thân Henrik có thể nói được tiếng Đan Mạch, tiếng Anh, tiếng Việt và tiếng Trung ngoài tiếng mẹ đẻ là tiếng Pháp.
Ông đã viết một số bộ sưu tập thơ. Giao hưởng bộ phần mềm Cantabile của Frederik Magle được dựa trên Henrik của bộ sưu tập thơ Cantabile.